# Lojosamfundet
Lojosamfundet är en svenskspråkig hembygdsförening i Lojo i det finländska landskapet Nyland. Lojosamfundet grundades av Robert Boldt år 1909 och det har en lång historia i att bedriva hembygdsforskning och sprida kunskap om Lojobygden. Samfundet har cirka 190 medlemmar.
Lojosamfundet har ett eget hembygdsarkiv som har deponerats i Lojo museum. Samfundet har två sammankomster per år; en på våren och en på vintern. Förutom det anordnar samfundet sommarutfärder.